# 足立英昭
足立 英昭（あだち ひであき、1993年（平成5年）9月24日 - ）は、日本の俳優、タレントである。神奈川県出身。

## 略歴・人物
2015年に、舞台「のぶニャがの野望」トライアル公演『人猫「このニャかに人猫がいるニャ」』で舞台初出演。
2017年3月に舞台「スイートホーム」で初主演。
2018年6月末をもって、所属していたテアトルアカデミーを契約満了に伴い退社。
2019年1月に自身初脚本・演出となる舞台「CRIMINAL」が上演される。
2019年11月より株式会社アービングに所属。
特技は野球、水泳、英語。
高校時代まで野球部に所属し、大学に入学後も野球を続けていたが、故障により断念。
また、大学時代にカナダに留学経験がある。

## 出演

### 舞台
- 舞台「のぶニャがの野望」トライアル公演『人猫「このニャかに人猫がいるニャ」』（2015年12月16日 - 23日、俳優座劇場）織田のぶニャが 役（Wキャスト）
- 聖地ポーカーズプレゼンツ「HOLD THEM」（2016年1月27日 - 31日、笹塚ファクトリー）滝原章平 役
- 舞台「大きな木の下で」〜あの頃俺らの毎日はウザいくらいアツかった〜（2016年3月16日 - 21日、俳優座劇場）エイジ 役
- Am-bitioNプロデュース「ユースフル☆メソッド」（2016年4月13日 - 17日、築地ブディストホール）亮介 役[5]
- 舞台「ラズベリーボーイ3 THE FINAL」〜ハチャメチャ演劇部、ついにラスト!?〜（2016年5月20日 - 29日、俳優座劇場）長門保志 役[6]
- 本格文學朗読演劇 極上文學シリーズ第10弾「春琴抄」（2016年6月16日 - 19日、全労済ホール／スペース・ゼロ、6月25日 - 26日、大阪ビジネスパーク円形ホール）利太郎 / 雲雀 役[7]
- 舞台「覇権DO!!」 〜戦国高校天下布武〜（2016年7月13日 - 18日、新宿村LIVE）ヨッシー 役[8]
- 舞台「大きな虹のあとで」〜不動四兄弟〜（2016年8月13日 - 14日、ABCホール / 20日 - 24日、俳優座劇場）不動空 役
- ナイスコンプレックス N26「ゲズントハイト〜お元気で〜」（2016年10月27日 - 28日、東京芸術劇場 シアターイースト）ゲスト出演 吉井 役
- 本格文學朗読演劇 極上文學シリーズ第11弾「人間椅子/魔術師」（2016年11月30日 - 12月4日、全労済ホール／スペース・ゼロ / 12月23日 - 25日、近鉄アート館）佳子夫人 / 妙子 役[9][10]
- 撃弾ハンサムpresents「最初で最後の晩餐会」〜これは、舞台ですか？いいえ、あくまでハンサムです〜（2017年1月14日 - 15日、全労済ホール／スペース・ゼロ）ゲスト出演
- ナイスコンプレックス N27「キスより素敵な手を繋ごう」（2017年2月22日 - 26日、あうるすぽっと）木場敦士 役
- 劇団たいしゅう小説家「スイートホーム」毎日ほっこりしてますか？（2017年3月22日 - 26日、萬劇場）主演 中島巧 役
- 舞台「乱歩奇譚 Game of Laplace」（2017年4月12日 - 16日、シアターサンモール）オクムラ 役
- 舞台「バグバスターズ」（2017年5月25日 - 28日、俳優座劇場） - 石原諭吉 役（Wキャスト）
- おん・すてーじ「真夜中の弥次さん喜多さん」双（2017年6月21日 - 25日、全労済ホール／スペース・ゼロ）ローズ・ジャクソン / でかい男 役 他
- Am-bitioNプロデュース「Erosion〜イローション〜」（2017年8月22日 - 27日、シアターブラッツ）瑛作 役
- 4S企画Presents「THRee'S[スリーズ]」（2017年9月15日 - 24日、CBGKシブゲキ!!）関羽 役
- ハンサム落語 第九幕（2017年10月11日 - 22日、シアターサンモール）[11]
- ウィズステージVol.4「結ひの忍」（2017年11月23日 - 26日、六行会ホール）おかか 役
- 舞台「バリスタと恋の黒魔術」（2017年12月20日 - 26日、新宿村LIVE）野崎保 役（Wキャスト）
- 舞台「閉店拒否！～俺たちは帰らない～」（2018年3月14日 - 21日、シアターサンモール）伴来省吾 役
- 演劇ユニット【爆走おとな小学生】第六回全校集会「初等教育ロイヤル」（2018年4月4日 - 8日、シアターサンモール）鈴木くん 役
- ナイスコンプレックス N29「YAhHoo!!!!」(2018年4月25日 - 29日、シアターグリーンBIG TREE THEATER）アオイ 役
- 舞台「レンアイドッグス」（2018年6月7日 - 17日、コフレリオ新宿シアター）花澤公平 役
- 演劇ユニット【爆走おとな小学生】第七回全校集会「勇者セイヤンの物語〜ノストラダム男の大予言〜」（2018年7月25日 - 29日、CBGKシブゲキ!!）シューベルト大佐 役
- ナイスコンプレックス プロデュース公演 第1弾「12人の怒れる男」（2018年9月20日 - 24日、サンモールスタジオ）陪審員第四号 役
- コントイベント「笑っていいかも!?」（2018年10月6日 - 8日、大塚ドリームシアター）
- 演劇ユニット【爆走おとな小学生】第七回課外授業「魔法少女（？）マジカルジャシリカ～アニメ版なんてありません～」（2018年11月7日 - 11日、シアターグリーン BIG TREE THEATER）ポポポ〜ン聡子 役
  - 演劇ユニット【爆走おとな小学生】2019年カウントダウン特別LIVE（2018年12月31日、新宿村LIVE）ポポポ〜ン聡子 役
- ナイスコンプレックス プロデュース公演 第2弾「えんとつ町のプペル」（2018年12月5日 - 9日、調布市せんがわ劇場）トシアキ 役
- 演劇ユニット【爆走】第八回課外授業「CRIMINAL」（2019年1月4日 - 6日、新宿村LIVE）作・演出・出演 坂本 役
- オムイズムvol.2「園園～そのその～」（2019年1月23日 - 26日、北沢タウンホール）セガワ 役
- ZERO BEAT.4.5公演「あ！デンジャーズ！？」（2019年2月12日 - 17日、下北沢Geki地下Liberty）主演 ガッツ 役
- ZERO BEAT.夜劇企画beat.5「ルフラン」（2019年3月18日 - 20日、三栄町LIVE STAGE）
- 第6回 東出有貴プロデュース「THE GOEMON 〜episode 0〜」（2019年3月27日 - 29日、座・高円寺2）主演 石川五右衛門 役
  - THE GOEMON ～SPECIAL LIVE～（2019年3月30日、代々木MUSE本館）
- ZERO BEAT.夜劇企画beat.6「教室」（2019年3月29日・4月5日・12日・19日、三栄町LIVE STAGE）タカシ 役
- コントイベント「笑っていいかも!?vol.2」（2019年18日 - 19日、大塚ドリームシアター）ゲスト出演
- ZERO BEAT.第5回本公演「怪盗協奏曲」（2019年5月28日 - 6月2日、ザムザ阿佐ヶ谷）作・出演 ゴエモン 役
- 音楽劇「Zip & Candy」（2019年7月4日 - 14日、俳優座劇場）クイックル 役
- ナイスコンプレックス プロデュース公演 第3弾「12人の怒れる男」（2019年8月2日 - 4日、インディペンデントシアター2nd）陪審員第四号 役
- ZERO BEAT.第6回本公演「カレイドルーム」（2019年8月14日 - 18日、上野ストアハウス）麗華 役
- ナイスコンプレックス N30「YAhHoo!!!!」（2019年9月7日 - 8日、いわきPIT / 9月12日 - 16日、新宿村LIVE）アオイ 役
- Monkey Works Vol.2「キンギンヒシャカク！〜乙女の一手〜」（2019年10月4日 - 14日、新宿シアターモリエール）虹川 役
- 東出有貴プロデュース「THE GOEMON 〜episode 0〜」（2019年11月15日 - 17日、HEP HALL）主演 石川五右衛門 役
  - THE GOEMON〜SPECIAL LIVE〜（2019年11月18日、梅田 キャンディライオン）
- ブシブロ第三回公演「BURAI 2」（2019年12月4日 - 8日、あうるすぽっと）
- 舞台「CHAIN〜因縁の連鎖〜」（2019年12月26日 - 30日、浅草九劇）馬場丈 役
- 舞台「ダレンジャーズ2〜エンド・オブ・ウォー〜」（2020年1月23日 - 28日、六行会ホール）カーリル 役
- 人狼系推理バトル「レジスタンスイレブン～バレンタインを守り抜け！～」（2020年2月8日・9日・11日・13日・15日、コフレリオ新宿シアター）
- ナイスコンプレックス プロデュース #4舞台「えんとつ町のプペル」（2020年2月21日 - 25日、王子ベースメントモンスター）トシアキ役
- VR演劇「鈍色とイノセンス ~Mixalive殺人事件 45年目の真実~」（2020年3月19日 - 4月12日、MixaliveTOKYO）公演中止
- 舞台「Three Kingdoms 2020」呉国編（2020年7月8日 - 12日、新宿村LIVE）主演 孫策 役
- ナイスコンプレックス プロデュース公演 NP#5「12人の怒れる男」（2020年7月23日 - 27日、博品館劇場 / 8月14日 - 16日、ABCホール）陪審員第四号 役
- 舞台「Three Kingdoms 2020」赤壁・戦略編（2020年11月4日 - 8日、CBGKシブゲキ!!）孫策 / 孫権 役
- LIVEDOG Produce「DOG‘S」（2021年2月19日 - 28日、中目黒キンケロシアター）主演 ブルース 役
- 人狼系推理バトル「レジスタンスイレブン〜未知なる敵からの卒業〜」（2021年3月12日・13日・14日・16日、労音大久保会館アールズアートコート）
- 生配信シネマ「妖怪愛艶奇縁」（2021年3月24日 - 26日、中目黒ベストTVスタジオ）大胡 役
- 舞台「Another lenz」（2021年5月15日 - 23日、新宿FACE）木村圭 役
- 舞台「風が強く吹いている」（2021年6月16日 - 21日、六行会ホール）平田彰宏 役
- 舞台「オサエロ」（2021年7月17日 - 19日、配信公演）
- ナイスコンプレックス プロデュース公演 NP#6「12人の怒れる男」（2021年8月12日 - 15日、赤坂RED/THEATER）陪審員第十号 役
- 舞台「Collar×Malice-榎本峰雄編&笹塚尊編-」（2021年9月9日 - 14日、スペース・ゼロ）緒方智樹 役
- 舞台「御手洗さん」（2021年9月29日 - 10月3日、俳優座劇場）熱血くん 役
- 舞台「Kiss Me You～がんばったシンプー達へ～」（2021年11月17日 - 11月21日、シアターサンモール）平井吉之 役
- 爆走おとな小学生「ハローハローポピーポピー」（2021年12月21日 - 26日、シアターグリーン BOX in BOX THEATER）バッカス 役
- ナイスコンプレックスN34 フリーカル「YAhHoo!!!!」2022（2022年5月11日 - 5月15日、あうるすぽっと）ンチューサ 役[12]
- 舞台「SHAPE」（2022年6月15日 - 20日、新宿シアターモリエール）佐藤ヒロキ 役[13]
- 「あの夏の飛行機雲」-永南高校バスケットボール部-（2022年10月14日 - 23日、GARDEN 新木場FACTORY）角田琢磨 役[14]
- 舞台「屍の王」（2022年12月14日 - 18日、六行会ホール）オルデンバルネフェルト 役
- Allen suwaruプロデュース公演「いい人間の教科書。」（2023年2月8日 - 13日、すみだパークシアター倉）足立英昭 役
- 舞台 「見世物革命ゴウマちゃん」（2023年3月2日-5日　シアターグリーンBIGTREETHEATER）逆善座長・カサンドラ 役
- ナイスコンプレックスN33「ゲズントハイト〜お元気で〜」（2023年3月16日 - 21日　あうるすぽっと）19日ゲスト出演 吉井 役
- 人狼 ザ・ライブプレイングシアター 「トランスミッション」（2023年5月7日 - 14日　シアターサンモール）ハッカー　エンゾ 役
- 舞台「大正浪漫探偵譚  -エデンの歌姫-」（2023年7月5日 - 12日　草月ホール）本川宗治 役
- E-Stage Topiaプロデュース音楽朗読劇『パレード』（2023年8月25・27日　劇場HOPE）男1 役
- 舞台「苦闘のラブリーロバー」2023（2023年10月5日 - 9日　シアターサンモール）
- 舞台「HIDEYOSHI」（2023年12月7日 - 10日　シアターサンモール）主演 沢村藤吉 役
- 舞台「蒼穹の王」（2024年2月24日 - 28日、IMAホール）レオ 役[15]
- 舞台「ロッカールームに眠る僕の知らない戦争」（2024年2月2日 - 4日、草月ホール）河原田 役[16]
- 舞台『刀剣乱舞』心伝 つけたり奇譚の走馬灯（2024年6月8日 - 7月21日、THEATER MILANO-Za 他）永倉新八 役[17]
- GORIZO STAGE Vol.8『天才的脱兎 再演』（2024年8月16日 - 25日、浅草九劇）海月小梅 役[18]
- 舞台「黄昏の王」（2024年10月3日 - 6日、こくみん共済 coop ホール/スペース・ゼロ）エヴァン 役[19][20]
- 2D×3Dハイブリット型IPプロジェクト『ブラザーアッシュ』vol.1（2025年1月25日 - 2月2日、CHUM APARTMENT）佐平堂ツルギ 役[21]
- 人狼系推理バトル【レジスタンスイレブン〜潜春と謀略の交差点〜】（2025年2月28日 - 3月2日、CBGKシブゲキ!!）[22]
- 30-DELUX Special Theater 2025「デスティニー -アドラメレクの鏡-」（2025年4月18日 - 5月28日、サンシャイン劇場 他）ロズ／ジブリル 役[23]
- パンセク♡（2025年7月9日 - 13日、小劇場B1）[24]
- 舞台「マイホームヒーロー」（2025年11月13日 - 24日〈予定〉、品川プリンスホテル クラブeX） - 竹田 役[25]

### 映画
- 青春ディスカバリーフィルム〜どこだって青春編〜「がむしゃらソールド・アウト！」（2018年3月17日公開/シネマート新宿・シネマート心斎橋）W主演 秋田 役[26]